# 斯坦利·霍普金斯
斯坦利·霍普金斯（英語：Stanley Hopkins），是英国作家阿瑟·柯南·道尔爵士笔下《福尔摩斯探案集》中的虚构人物。

## 角色概述
| 案件             | 案件日期 | 案发地点     |
| ---------------- | -------- | ------------ |
| 金边夹鼻眼镜探案 | 1894年   | 肯特郡       |
| 黑彼得探案       | 1895年   | 魏尔德       |
| 格兰居探案       | 1897年   | 奇斯尔赫斯特 |

斯坦利·霍普金斯是英国伦敦警察厅的一名年轻且机智的探长，小说中描述他是一个性格活泼的人，他大约三十岁，穿着格子羊毛西装，但却像以前穿制服的人一样笔挺。他的首次登场出现在《福尔摩斯归来记》，当时他的任务是调查彼得·凯里谋杀事件。霍普金斯在案件推理方面天赋异禀，他非常欣赏夏洛克·福尔摩斯的推理方法，并试图将其应用到自己的调查中。福尔摩斯因此常批评霍普金斯是利用他的能力破案，不过尽管如此，福尔摩斯仍对这位苏格兰场最优秀的警探之一寄予厚望。

## 角色影响

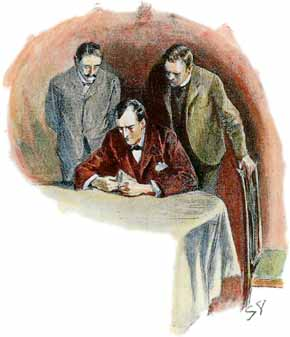
西德尼·佩吉特所绘插画中的霍普金斯、福尔摩斯与华生

霍普金斯在书中的表现实际上展示了1890年代维多利亚时期英国警察工作的演变情况，法医学开始被广泛接受并得以推广。霍普金斯善用法医学理论的办案方式紧跟了19世纪末刑侦科学进步的潮流，他与福尔摩斯之间的默契合作也使他愿意尝试后者的很多奇特想法。

## 流行文化
- 泰迪·阿伦德尔（英语：Teddy Arundell）在1922年的11部短片中饰演霍普金斯探长，该短片是由幻灯片形式制作的夏洛克·福尔摩斯默片系列。亨利·韦勒在1922年的一部短片中饰演霍普金斯。在1946年的电影《盛装杀戮（英语：Dressed to Kill (1946 film)）》中，霍普金斯由卡尔·哈伯德（英语：Carl Harbord）饰演[2]。约翰·巴克罗夫特与詹姆斯·肯尼曾分别在1965年电视连续剧《福尔摩斯》以及1968年的续集中扮演了霍普金斯探长。
- 在1952－1969年BBC改编的《夏洛克·福尔摩斯》系列中，霍普金斯探长在“黑彼得探案”篇中由迈克尔·特纳扮演；休·迪克森在“金边夹鼻眼镜探案”和“格兰居探案”两集中饰演霍普金斯；阿诺德·彼得（英语：Arnold Peters (actor)）则在另一个广播剧版本的“黑彼得探案”中饰演该角色[3]。杰弗里·柯林斯曾于1970年改编自“黑彼得探案”的唱片录音剧中为霍普金斯这一角色配音[4]。
- 在1984年ITV Granada公司制作的电视剧《福尔摩斯探案系列》中，霍普金斯探长由保罗·威廉姆森在“格兰居探案”（1986年）和奈杰尔·普莱纳（英语：Nigel Planer）在“金边夹鼻眼镜探案”（1994年）中饰演[5]。